# Liste der Gedenktafeln im Bezirk Marzahn-Hellersdorf
Diese Seite gibt einen Überblick über Gedenktafeln in dem Berliner Bezirk Marzahn-Hellersdorf.
- Liste der Gedenktafeln in Berlin-Biesdorf
- Liste der Gedenktafeln in Berlin-Hellersdorf
- Liste der Gedenktafeln in Berlin-Kaulsdorf
- Liste der Gedenktafeln in Berlin-Mahlsdorf
- Liste der Gedenktafeln in Berlin-Marzahn